# Comunas de Rumania
En Rumania, se denomina comuna (rumano: comună; húngaro: község) a cada una de las unidades de gobierno local en las que se organiza el medio rural de los distritos del país. Las comunas son unidades con autogobierno gobernadas por un alcalde (primar) en cuyo territorio se hallan uno o más pueblos (sat).
Las comunas no existen en todo el país, sino solo en aquella parte del territorio que no está administrada por ninguno de los dos tipos de ciudades (oraș, municipiu). A efectos de la estadística europea, su nivel es NUTS-5. En el área rural su nivel administrativo es el más básico, ya que los pueblos que las componen no tienen más función que la designación geográfica.
No existen reglas lógicas para decidir cuándo una comuna se eleva a ciudad, ni cuándo una comuna se fusiona con otra por despoblación. En teoría, el estatus urbano (de oraș) se adquiere con diez mil habitantes o un grado de urbanización evidente, pero existen muchas ciudades con menos de diez mil habitantes y comunas que sobrepasan con diferencia el estatus urbano (la mayor comuna es Florești (Cluj) con más de veinte mil habitantes).

## Estadísticas de 1999
En 1999, había en Rumania un total de 2686 comunas comprendiendo un total de 13 285 pueblos. La siguiente tabla muestra los datos de 1999 de las comunas rumanas:
| Población     | Cantidad de comunas | Población total en esas comunas |
| ------------- | ------------------- | ------------------------------- |
| menos de 1000 | 52                  | 38 000                          |
| 1000-3000     | 1054                | 2 291 000                       |
| 3000-5000     | 996                 | 3 850 000                       |
| 5000-7000     | 398                 | 2 323 000                       |
| 7000-9000     | 130                 | 1 016 000                       |
| más de 9000   | 56                  | 613 000                         |
| Total         | 2686                | 10 139 000                      |